# Hédi Berkhissa
Hédi Berkhissa (ur. 28 czerwca 1972 w Ar-Ramli – zm. 4 stycznia 1997 w Tunisie) – tunezyjski piłkarz grający na pozycji lewego obrońcy. W swojej karierze rozegrał 24 mecze i strzelił 6 goli w reprezentacji Tunezji.

## Kariera klubowa
Swoją karierę piłkarską Berkhissa rozpoczął w klubie Espérance Tunis. W 1990 roku zadebiutował w jego barwach w pierwszej lidze tunezyjskiej. Wraz z Espérance wywalczył trzy tytuły mistrza Tunezji w sezonach 1990/1991, 1992/1993 i 1993/1994 oraz dwa wicemistrzostwa w sezonach 1994/1995 i 1996/1997. Zdobył też dwa Puchary Tunezji w sezonach 1990/1991 i 1996/1997, Puchar Mistrzów w 1994, Superpuchar Afryki w 1995, Puchar Mistrzów w 1993 i Klubowe Mistrzostwa Afro-Azjatyckie w 1995.

## Kariera reprezentacyjna
W reprezentacji Tunezji Berkhissa zadebiutował 4 września 1994 w wygranym 3:1 meczu kwalifikacji do Pucharu Narodów Afryki 1996 z Gwineą Bissau, rozegranym w Bissau i w debiucie strzelił bramkę. W 1996 roku powołano go do kadry na Puchar Narodów Afryki 1996. Na tym turnieju rozegrał sześć meczów: grupowe z Mozambikiem (1:1, strzelił gola), z Ghaną (1:2) i z Wybrzeżem Kości Słoniowej (3:1), w ćwierćfinale z Gabonem (1:1, k. 4:1), w półfinale z Zambią (4:2) i w finale z RPA (0:2). Z Tunezją wywalczył wicemistrzostwo Afryki. Od 1994 do 1996 rozegrał w kadrze narodowej 24 mecze i strzelił 6 goli.

## Śmierć
4 stycznia 1997 Berkhissa grał w towarzyskim meczu pomiędzy Espérance Tunis i Olympique Lyon. Pod koniec spotkania doznał zawału serca i zmarł.